# The Island Tales
Pour plus de détails, voir Fiche technique et Distribution.
The Island Tales (有时跳舞, You shi tiaowu) est un film hongkongais réalisé par Stanley Kwan, sorti en 2000.

## Synopsis
Sept personnes sont placées en quarantaine sur une île à la suite d'une épidémie.

## Fiche technique
- Titre : The Island Tales
- Titre original : 有时跳舞 (You shi tiaowu)
- Réalisation : Stanley Kwan
- Scénario : Jimmy Ngai
- Musique : Yu Yat-yiu
- Photographie : Kwan Pun-leung
- Production : Shin'ya Kawai et Naoko Tsukeda
- Société de production : Kwan's Creation Workshop et The Island Tales Seisaku
- Pays :  Hong Kong,  Chine et  Japon
- Genre : Drame
- Durée : 103 minutes
- Dates de sortie : 
  -  Hong Kong : 24 février 2000

## Distribution
- Takao Ōsawa : Haruki
- Shu Qi : Mei Ling
- Michelle Reis : Sharon
- Julian Cheung : Han
- Kaori Momoi : Marianne
- Elaine Jin : May
- Gordon Liu : Bo

## Distinctions
Le film a été présenté en sélection officielle en compétition lors de Berlinale 2000.